# دنيس مورغان (مغن مؤلف)
دنيس مورغان (بالإنجليزية: Dennis Morgan)‏ هو مغن مؤلف وكاتب أغاني أمريكي، ولد في 30 يوليو 1952 في تريسي في الولايات المتحدة.

## وصلات خارجية
- دنيس مورغان على موقع IMDb (الإنجليزية)
- دنيس مورغان على موقع ميوزك برينز (الإنجليزية)
- دنيس مورغان على موقع أول ميوزيك (الإنجليزية)
- دنيس مورغان على موقع ديسكوغز (الإنجليزية)